# 中间银鮈
中间银鮈（学名：Squalidus intermedius）为輻鰭魚綱鯉形目鲤科银鮈屬的鱼类，是中国的特有物种。分布于黄河水系等，體長可達6.9公分。该物种的模式产地在济南。

## 扩展阅读
維基物種上的相關：中间银鮈
- 黄河土著鱼类列表